# Movimiento Propagandista Filipino
El Movimiento Propagandista Filipino se refiere a las actividades en España de un grupo de indios, mestizos e insulares (es decir, españoles nacidos en Filipinas) procedentes del archipiélago filipino y que pedían reformas políticas para Filipinas a finales del siglo XIX, produciendo libros, folletos y artículos de periódico para educar a los españoles sobre los objetivos del movimiento y los problemas de Filipinas que intentaban resolver. Estuvieron activos aproximadamente desde 1880 hasta 1898, y especialmente entre 1880 y 1895, antes de que comenzara la Guerra Revolucionaria Filipina  contra España.

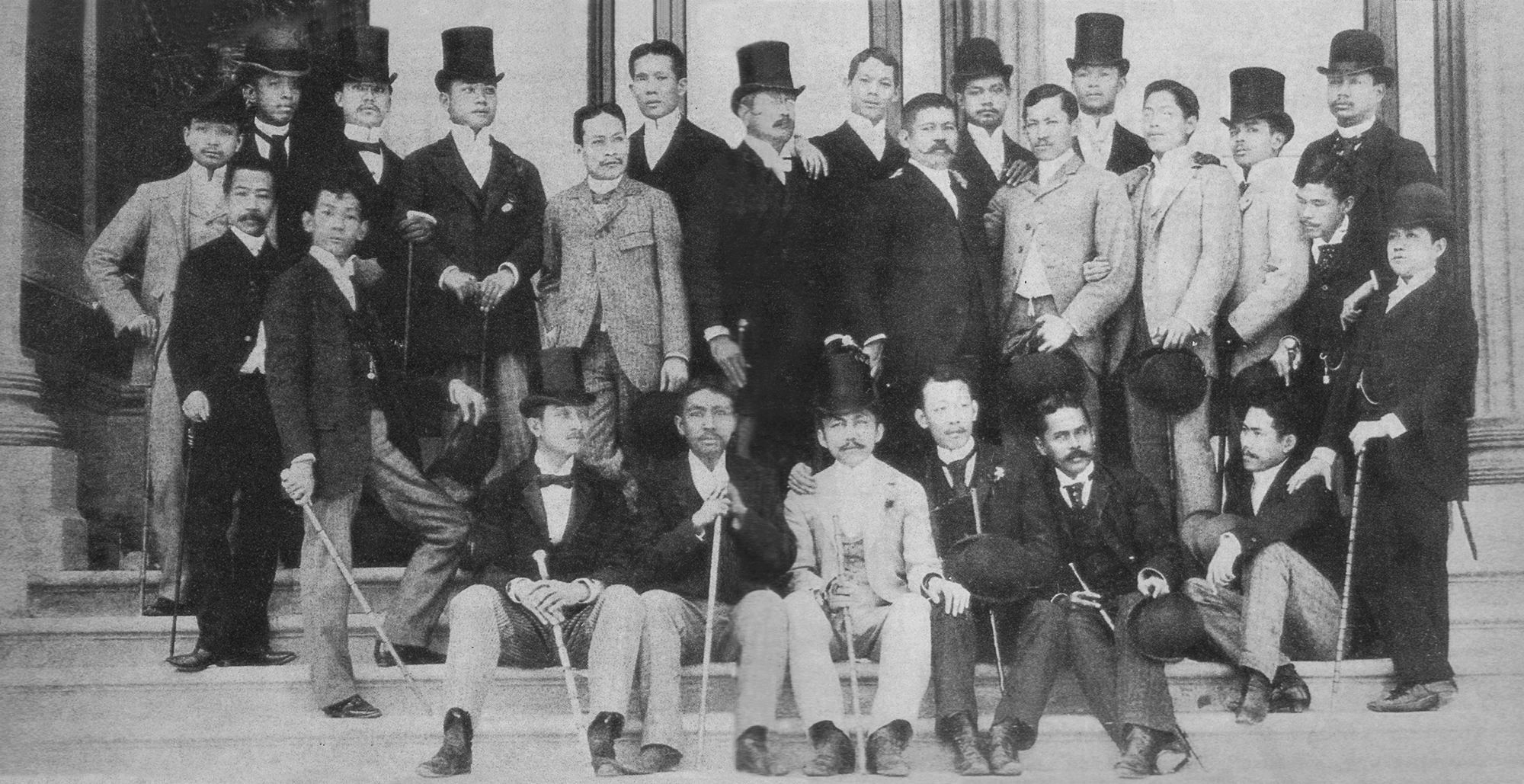
Los filipinos expatriados en Europa formaron el Movimiento Propagandista. Sacada en Madrid, España en 1890.

Entre sus miembros destacados se encontraban José Rizal, el héroe nacional filipino, autor de las novelas Noli Me Tángere y El Filibusterismo, y varios ensayos, y en 1896 fue fusilado por ¨rebelión¨ por las autoridades coloniales españolas en el archipiélago; Graciano López Jaena, editor de La Solidaridad, principal órgano del movimiento; Mariano Ponce, secretario de la organización,  y Marcelo H. del Pilar .
En concreto, los objetivos de los propagandistas filipinos inicialmente no eran establecer su mismo país sino fortalecer los vínculos entre Filipinas y España. La fuerte influencia de la Ilustración europea se aprecia fácilmente en los siguientes objetivos del movimiento:
- Restablecer la antigua representación de Filipinas en las Cortes Generales o Parlamento español que fue retirada por España en 1837.
- Secularizar al clero (es decir, utilizar secularistas o sacerdotes diocesanos secularistas en lugar de clérigos de una orden religiosa) [4] [5]
- Legalizar la igualdad entre peninsulares (es decir, españoles naturales nacidos en España) y otras clases de personas que viven en el archipiélago, como los indios, los mestizos y los insulares (es decir, españoles nacidos en el archipiélago).
- Restablecer la ciudadanía española (retirada en 1837) para los indios y mestizos que viven en el archipiélago.
- Restablecer Filipinas como provincia formal de España [6] (no como colonia ni provincia de ultramar).
- Abolir el polo y servicios (servicio laboral) y la bandala (venta forzada de productos locales al gobierno)
- Garantizar las libertades civiles básicas de todos los que viven en el archipiélago no sólo de los peninsulares (españoles naturales nacidos en España) sino las de los indios, mestizos e insulares (españoles nacidos en el archipiélago).
- Garantizar la igualdad de oportunidades a las otras clases como los indios, los mestizos, los filipinos (es decir insulares o españoles nacidos en el archipiélago) igual a los peninsulares (es decir españoles naturales nacidos en España) para ingresar al servicio gubernamental.

El Dr. Domingo Abella, un filipino español y Director de los Archivos Nacionales de Filipinas de 1967 hasta 1976, ha sugerido que el nombre del Movimiento Propagandista Filipino fue incorrecto. El Dr. Abella cree que debería haberse llamado Movimiento de Contrapropaganda porque su tarea esencial era contrarrestar la campaña de desinformación que ciertos grupos españoles estaban difundiendo en España y posteriormente en Roma (el Vaticano).  El Movimiento Propagandista Filipino era una campaña de información, así como un intento de generar simpatía por la reforma política.
Es notable en contraste con el Katipunan, o el "KKK", un movimiento revolucionario filipino basado en Filipinas que tiene el objetivo la independencia total de Filipinas de España. En cambio, el Movimiento Propagandista Filipino basado en España intentó que Filipinas se asimilara como una provincia formal de España, en lugar de ser gobernada como una colonia o una ¨provincia de ultramar.¨ El movimiento revolucionario Katipunan surgió como respuesta al fracaso del Movimiento Propagandista basado en España en la consecución de sus objetivos.
Los propagandistas filipinos de este movimiento utilizaban "propaganda" en su significado original en latín, no en la connotación peyorativa que desgraciadamente adquirió más tarde en inglés. Por ejemplo, la institución católica llamada Sacra Congregatio de Propaganda Fide se traduce correctamente como "Para la evangelización de los pueblos". Era en este último significado que utilizó la palabra el grupo propagandista filipino que envió a Marcelo H. del Pilar a España para continuar la "propaganda" en nombre de Filipinas.